# Ducati
Ducati – włoskie przedsiębiorstwo, produkujące głównie motocykle sportowe przeznaczone na tory wyścigowe (wyścigi klasy GP). Założone w 1926 r. w Bolonii przez: Bruno Cavalieri Ducati, Adriano Ducati i Marcello Ducati. W kwietniu 2012 firma Audi, należąca do koncernu Volkswagen, kupiła Ducati.
Charakterystyczną cechą silników Ducati jest rozrząd desmodromiczny, w którym za zamykanie zaworów nie odpowiada sprężyna, a dodatkowa krzywka. Rozwiązanie to zostało zastosowane po raz pierwszy w modelu 125 Desmo z 1956.
W 2007 w wyścigach MotoGP australijski kierowca Casey Stoner jeżdżący na Ducati GP7 Desmosedici zdobył mistrzostwo świata w klasie MotoGP. Z tej okazji wyprodukowano 1500 sztuk dopuszczonego do ruchu ulicznego motocykla Ducati Desmosedici RR. Pierwszy egzemplarz otrzymał Tom Cruise.
Firma zaprojektowała też "Moto-Terminatora" - motocykl który pojawił się w filmie Terminator: Ocalenie.
Przedsiębiorstwo produkowało też krótkie serie motocykli, tak zwane limitowane, np. Darmah, 750 paso oraz Panigale Superleggera.

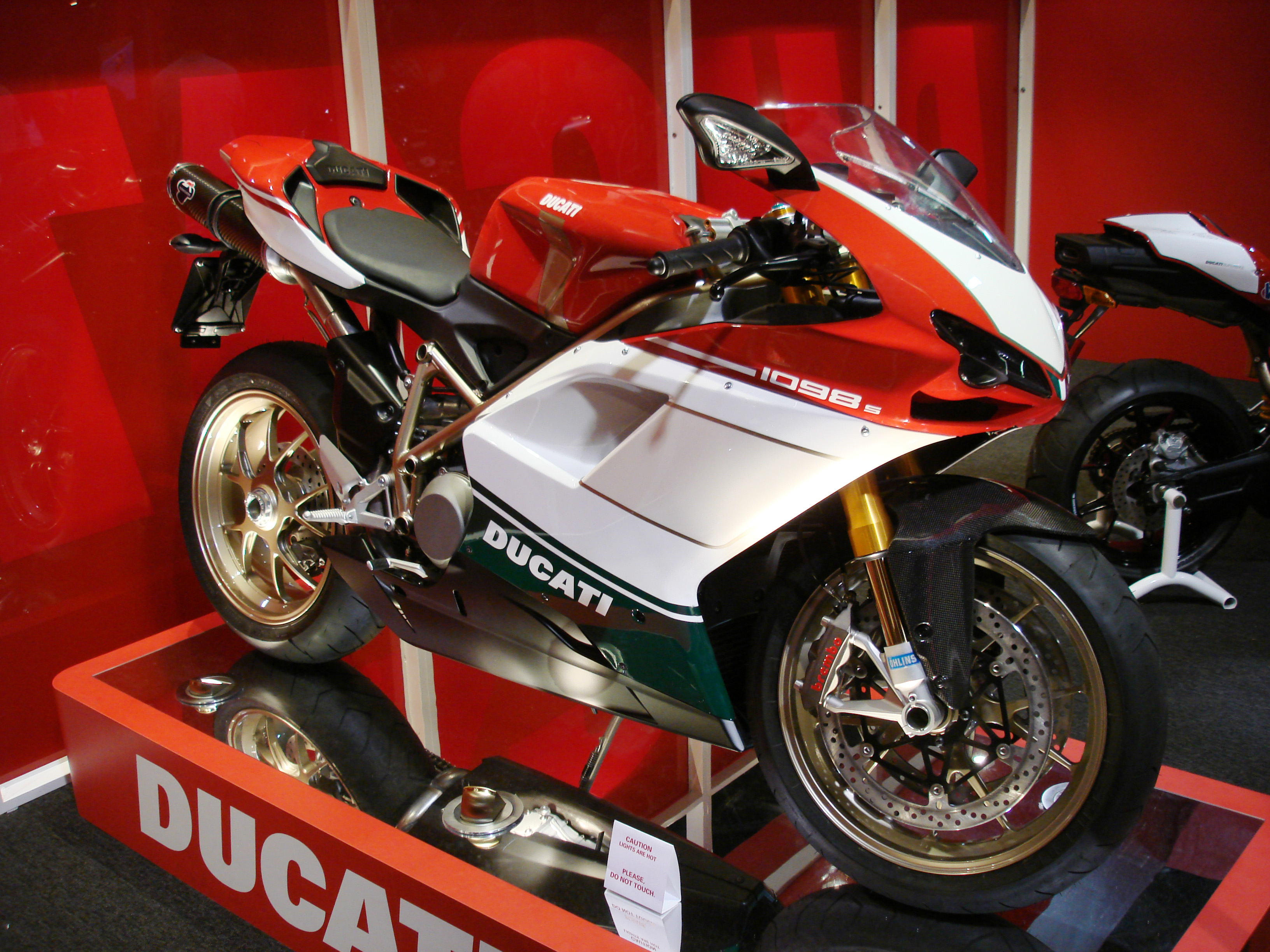
Model 1098 z 2007 roku

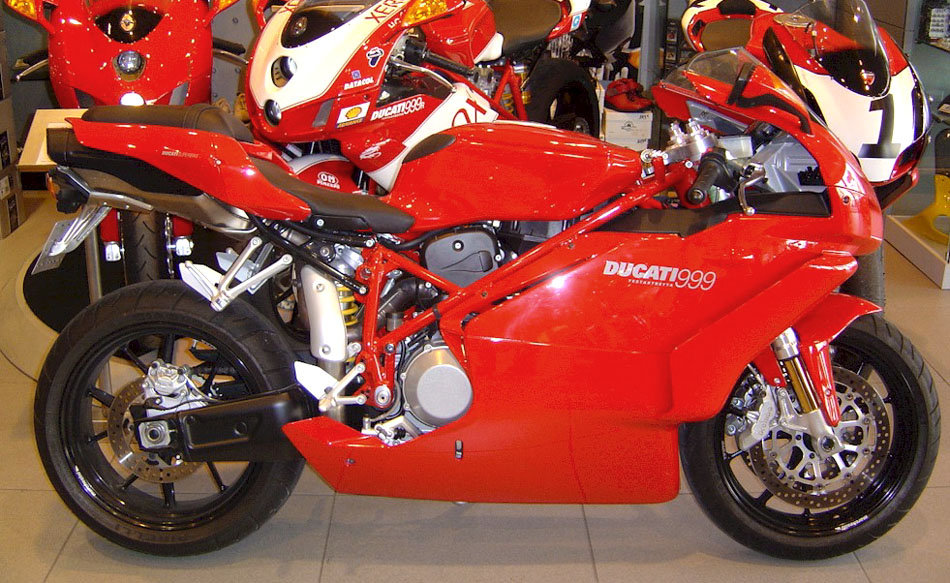
Model 999 z 2005 roku

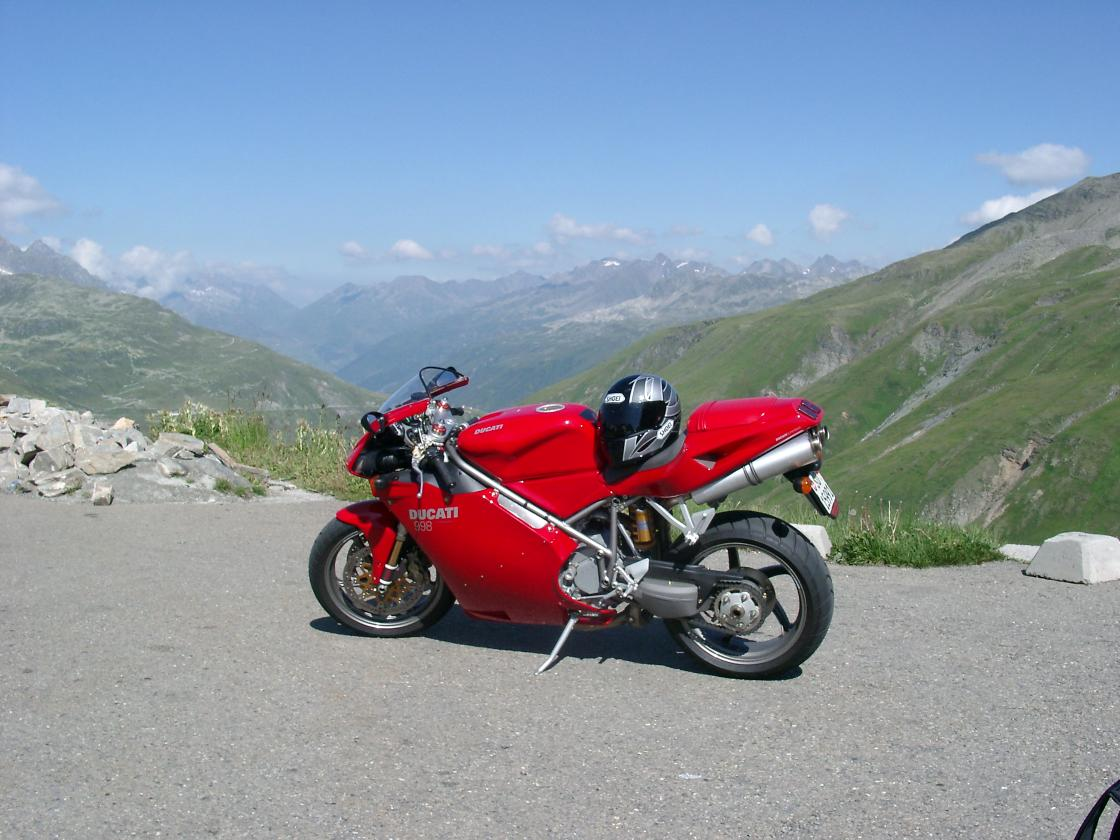
lModel 998 z 2003 roku

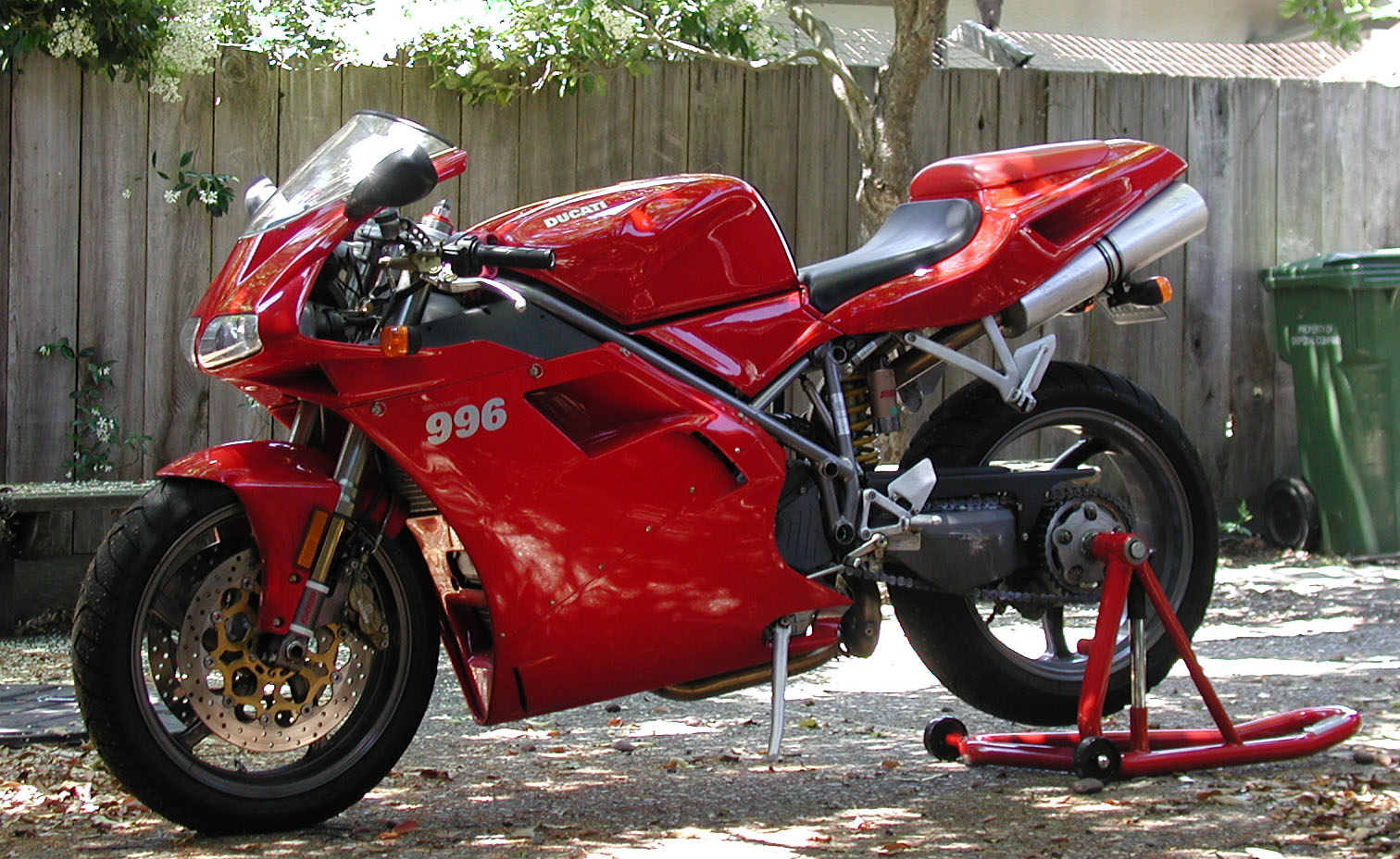
Model serii 996 z 2000 roku (wystąpił w scenie pościgu na autostradzie w filmie Matrix:Reaktywacja)